# ファニーを探して
『ファニーを探して』（ファニーをさがして、原題：Finding Fanny）は、2014年に公開されたインドのコメディ映画。ホーミー・アダジャニアが監督、ディネーシュ・ヴィジャンがプロデューサーを務め、マドック・フィルム製作、フォックス・スター・スタジオ配給となっている。ナシールッディーン・シャー、ディンパル・カパーディヤー、パンカジ・カプール、ディーピカー・パードゥコーン、アルジュン・カプールが出演している。老郵便配達員の初恋相手を探す5人を描いたロードムービー作品。
日本では2015年3月に大阪アジアン映画祭で特別招待作品として上映された。

## キャスト
- フェルディナンド・"フェルディ"・ピント - ナシールッディーン・シャー
- ロザリナ・"ロージー"・ユーチャリスティカ - ディンパル・カパーディヤー
- ドン・ペドロ・クレト・コラコ - パンカジ・カプール
- アンジェリーナ・"アンジー"・ユーチャリスティカ/ダ・ガマ - ディーピカー・パードゥコーン
- サヴィオ・ダ・ガマ - アルジュン・カプール（英語版）
- フランシス - アーナンド・ティワーリー（英語版）
- ステファニー・"ファニー"・フェルナンデス、ファニーの娘 - アンジャリ・パティル（英語版）[6]
- ウラジーミル・オリアノフ - ミハイ・フス
- ガボ・ユーチャリスティカ - ランヴィール・シン（カメオ出演）[7]

## 製作

### 企画
ホーミー・アダジャニアは、サルヴァドール・ド・ムンドに1か月間滞在して映画の草案を練った。当初は映画をロードムービーにすることは考えておらず、『恋愛小説家』のようなジャンルにすることを想定していた。また、脚本執筆のためにケルシ・カンバッタの助けを借りており、彼と仕事をするのは『Being Cyrus』以来2度目となった。2009年までに脚本は完成した。当初はイムラン・カーンとソーナム・カプールが出演する予定だったが、それぞれ降板している。また、ディネーシュ・ヴィジャンは製作に反対し、アダジャニアに「あなたは10人しか観れないヒングリッシュ映画を作ろうとしている」と告げた。そのため、アダジャニアは製作を延期して『Cocktail』の製作に参加した。
2013年5月にディーピカー・パードゥコーンとアルジュン・カプールの出演が決まり、カプールは「負け犬であることを認めようとしないメカニック」を演じることが報じられた。また、パードゥコーンは出演料を減らして製作者との間に利益分配契約を結んだと報じられている。同月8月までにナシールッディーン・シャーとディンパル・カパーディヤーが出演契約を結び、9月にはパンカジ・カプールの出演が決まった。報道では「短編映画」と報じられていたが、パードゥコーンはこの報道を否定している。映画は国内と海外市場での公開を目指して、英語版とヒンディー語版が製作された。

### 撮影
2013年10月から撮影が始まった。撮影はサリガオ、パッラ、アッサガオ、アルドナ、ソコッロ、ゴルタリンなどゴア州各地で行われ、36日間で終了した。カパーディヤーは役作りのため、『ルダリ 悲しむもの』の時のように人工装具を着けて撮影に参加した。撮影は最初に英語で行った後、ヒンディー語の吹き替えを行っている。2014年7月4日には「Shake Your Bootiya」という曲のプロモーションのため、キャスト撮影が行われた。ダンスシーンの振り付けはシアマク・ダヴァルが担当し、映画のトーンに合わせて奇抜な動きをするようにキャストを指導した。

### 音楽
作曲はマティアス・ダプレシーとサチン＝ジガルが担当し、ムクタール・アリ、アラン・メーサー、ジガール、サライヤ、ディネシュ・ヴィジャンが歌手として参加している。2014年8月11日にムンバイのイベントで「Fanny Re」「Shake Your Bootiya」が発表され、8月19日にサウンドトラックが発売された。

## マーケティング
2014年7月2日にアルジュン・カプールとディーピカー・パードゥコーンのプロモーション写真が公開された。写真ではカプールはベストを着用し、パードゥコーンはエプロンを着用して肉屋のナイフを持っている。同月8日に公式ポスターが公開され、10日には予告編が公開された。製作陣は9月1日にプレミア上映を行い、海外市場に配給する前に映画の反応を確認することに決めた。

## 公開
英語インターナショナル版の編集はニック・ムーアが担当している。アダジャニアはプレミア上映をトロント国際映画祭で行うことを希望していた。しかし、インドでのプレミア上映が2014年9月1日に決まったため、製作陣はアダジャニアの意見に反対した。そのため、海外でのプレミア上映は10月の釜山国際映画祭に変更された。
8月下旬、中央映画認証委員会はパードゥコーンが「私は処女だ」と発言するシーンを「低俗」だとして削除することを要請し、またカパディアのスカートが引き裂かれるシーンを「トーンダウン」するように求めた。レイティングはプレミア上映当日の9月1日になっても承認されなかったが、これは中央映画認証委員会CEOのラケーシュ・クマールが贈収賄容疑で逮捕され同委員会が混乱していたことが原因だった。また、映画はインド動物福祉委員会から2度にわたり上映申請を却下された。9月5日にアダジャニアは委員会が最終的にパードゥコーンの台詞を承認したことを確認した。彼は委員長に対して、パードゥコーンの台詞はすでに予告編公開の際に承認されていたと指摘している。

## 評価

### 興行収入

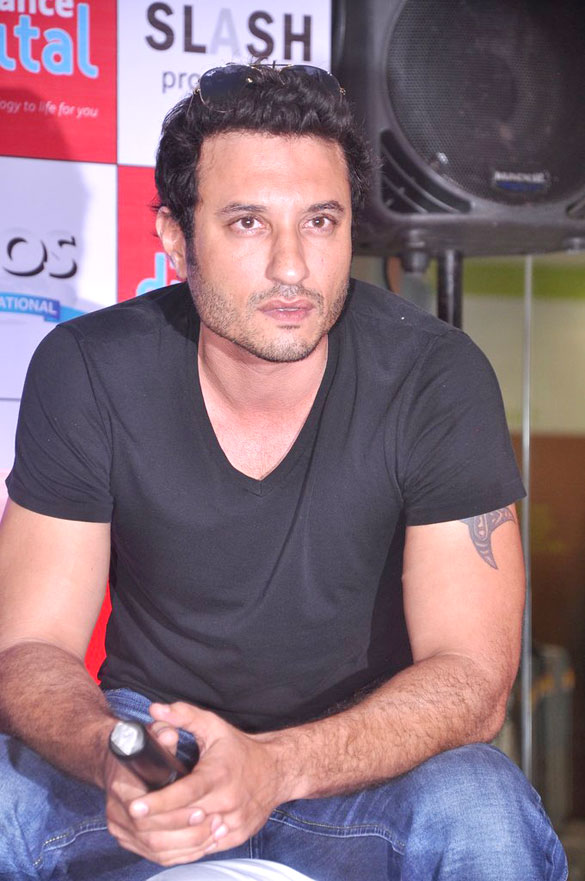
ホーミー・アダジャニア

英語版とヒンディー語版合わせて900スクリーンで公開され、公開初日の興行収入は5100万ルピーを記録した。公開2日目の収益は40%増の7050万ルピーを記録した。公開第1週末までに1億9900万ルピーの収益を上げ、海外市場では160万ドルの収益を上げている。英語版の公開第1週末の興行収入はアメリカ53万5000ドル、イギリス19万3000ドルとなっている。中東ではヒンディー語版の公開第1週末の興行収入は41万5000ドルを記録した。この他パキスタン、西インド諸島、オランダ、東西アフリカ、南アフリカ、モルディブ、ノルウェー、フィジー、スリランカ、インドネシア、シンガポール、マレーシア、タイ、オーストラリア、ニュージーランド、 ネパールで合計興行収入45万ドルを記録している。公開第1週の国内外合計興行収入は2億8100万ルピーとなった。公開第2週の興行収入は3500万ルピーを記録している。

### 批評
映画は批評家から高い評価を得ている。Rediff.comのラジャ・センは4/5の星を与え、映画は「愉快に大笑いさせてくれる」と批評した。ボリウッド・ハンガマは、「監督・脚本のアダジャニアは、あえて従来のルールを全て破り、あなたが関心を抱くような面白いストーリーを提供します……それはきっと、価値のあるエンターテインメントを求める明敏な観客に訴えかけることでしょう」と批評している。ヒンドゥスタン・タイムズのスウィータ・カウシャルは「キャスト全員が輝かしい仕事をこなし、キャラクターに完全にフィットしている」と批評し、映画については「生と愛を見逃してはいけない」と述べている。デイリー・ニュース&アナライシスのサリタ・タンワールは、「リアルで面白く、思いやりのある」映画を称賛した。

### ノミネート
第7回ミルチ・ミュージック・アワード
- バックグラウンドスコア賞：マティアス・ダプレシー（英語版）[46]